# Мертваго, Дмитрий Борисович
Дмитрий Борисович Мертваго (5 [16] августа 1760, с. Мертовщина (?), близ г. Алатырь, Казанская губерния, Российская империя — 23 июня [5 июля] 1824, Москва, Российская империя) — русский чиновник, сенатор, тайный советник (1817), таврический гражданский губернатор (1803-07), генерал-провиантмейстер (1807-10), мемуарист.

## Биография
Происходил из дворянского рода. Получил домашнее образование. В 1774 году вместе с семьёй попал в плен к Е. И. Пугачёву, причём отец Дмитрия был повешен в его собственной деревне. В 1775 записан унтер-офицером в гвардию, в службу вступил в 1779 сержантом. С 1781 на статской службе: прокурор в Оренбурге, с 1786 советник гражданской палаты в Уфе, с 1787 советник Уфимского губернского правления.
Женился на одной из дочерей д.с.с. М. Ф. Полторацкого. С 1797 служил в Провиантской экспедиции Военной коллегии в Петербурге, произведён в генерал-майоры. В начале 1802 вышел в отставку.
В конце 1802 года по протекции Г. Р. Державина (тогдашнего министра юстиции) назначен главным надзирателем крымских соляных озёр. В декабре 1803 — октябре 1807 таврический гражданский губернатор. С 1807 генерал-провиантмейстер, глава Провиантского департамента Военного министерства. В этой должности неоднократно конфликтовал с военным министром А. А. Аракчеевым. В 1810 уволен со службы, жил в своём имении в Демьяново.
В 1817 назначен сенатором в Москву, в 1818 по личному распоряжению императора Александра I возглавлял сенаторскую ревизию, расследовавшую злоупотребления, допущенные администрациями Владимирской, Астраханской и Кавказской губерний. В последние годы жизни поддерживал тесные отношения с архиепископом Московским и Коломенским Филаретом (Дроздовым).
По словам С. Т. Аксакова, Мертваго был очень хорош собою, хотя небольшая лысина уже светилась на его голове; его называли даже красавцем, но при том говорили, что у него женская красота; он немножко пришёптывал, но это не мешало приятности его речей, и некоторые дамы находили, что это даже очень мило. Он был постоянно весел, шутлив, остроумен без колкости. Скончался на руках московского врача Ф. П. Гааза от грудной жабы, причиной которой была подагра и водянка в груди. Похоронен на кладбище Симонова монастыря в Москве.

## Награды
- Орден Святого Иоанна Иерусалимского командорский крест[2]
- Орден Святой Анны 1-й степени

## Мемуары
С 1807 года, по настоянию Державина, Мертваго начал работать над мемуарами (изданы как «Записки Дмитрия Борисовича Мертваго (1760—1824)», Москва, 1867), в которых описал события пугачёвского бунта, царствование императора Павла I, дал портреты видных государственных деятелей конца XVIII — начала XIX веков.

## Семья
Жена (с 14 февраля 1804 года) — Варвара Марковна Полторацкая (1778—22.07.1845), дочь главы Придворной певческой капеллы  М. Ф. Полторацкого от его брака с А. А. Шишковой. Познакомилась с будущем мужем в Петербурге, венчалась в имении матери Грузины в церкви во имя Грузинской Божьей материи. По словам современницы, Варвара Марковна была «замечательно умная, добрая и деятельная женщина». «Веселый, проницательный взгляд её показывал доброту, просветленную умом, выходящим из ряда умов обыкновенных, и самостоятельный характер». После смерти мужа она сама заведовала всем хозяйством и обширной фабрикой в усадьбе Демьяново. Разорившись, была вынуждена переехать с дочерью Екатериной и сыновьями Петром и Николаем в Казань, где и умерла от «водяной в груди». Похоронена на кладбище Кизиченского монастыря. В браке родились три сына и шесть дочерей, из которых, Елена и Надежда (28.04.1810), умерли в детстве: 
- Николай (1805—1865), выпускник Царскосельского лицея (1826), полковник; женат (с 24 апреля 1838 года)[6] на Сусанне Александровне Соймоновой (1815—1879), сестре С. А. Соболевского, с 1861 года начальница Казанского родионовского института.
- Мария (1806—1865), замужем за лицеистом Дмитрием Николаевичем Масловым (1799—1856), их дочь Елизавета.
- Екатерина (1807—1885), замужем за (29 апреля 1831 года) полковником Николаем Николаевичем Загоскиным. Овдовев и потеряв состояние, переехала в Казань, где была первой начальницей Родионовского женского института. После её 25-летнего управления институт перешёл в руки к её невестке. Отличалась «умом, энергией и образованием, память до старости ей не изменяла и за несколько дней до кончины она наизусть цитировала Вольтера»[7].
- Софья (25.12.1808[8]—26.05.1867), родилась в Петербурге, крещена 10 января 1809 года в церкви Спаса на Сенной, крестница супругов Олениных.
- Варвара (1812—1848), замужем  за (23 апреля 1841 года) за  Иваном Федоровичем Воейковым (1781—1847).
- Пётр (1813—1879), штабс-ротмистр, адъютант при казанском военном губернаторе, «по натуре был светский, легкомысленный и веселый человек, он не делал драмы из жизни и относился ко всему легко»[7].
- Дмитрий (1815—1864), надворный советник, владелец усадьбы Демьяново.

## Публикации
- Автобиографические записки // Русская словесность. — 1994. — № 1.